# 향로

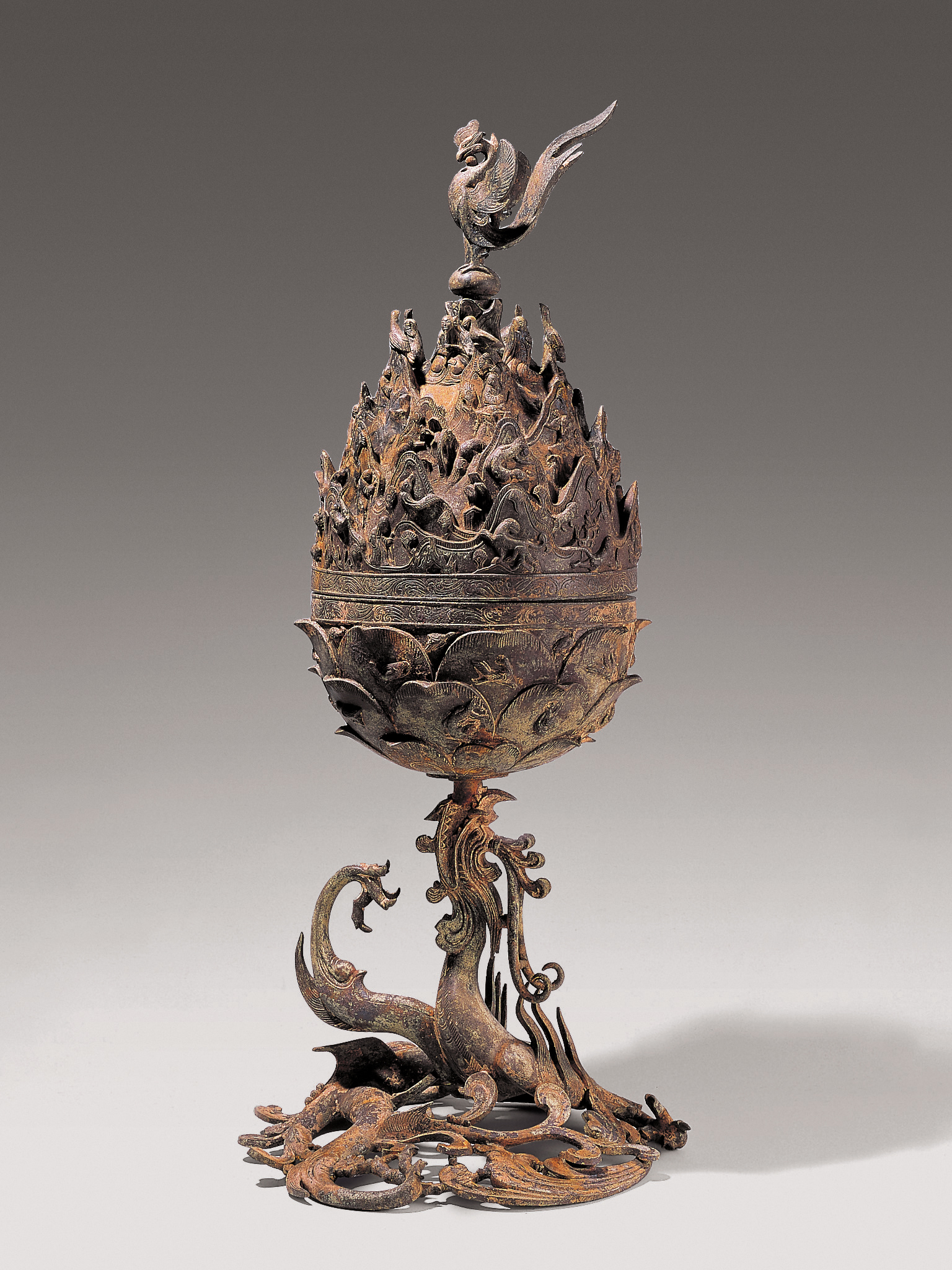
백제 금동대향로

향로(香爐)는 향을 피우는 도구이다. 만드는 재료와 모양이 여러 가지이며, 크게 일상 생활에서 쓰는 것과 기독교 등 종교 제의에 쓰는 것으로 나눈다.

## 같이 보기
- 향로 (기독교)